# Tagab (distrikt i Badakhshan)
Tagab är ett distrikt i Afghanistan.   Det ligger i provinsen Badakhshan, i den nordöstra delen av landet, 240 kilometer norr om huvudstaden Kabul.
Distriktet beräknades år 2022 ha cirka 33 000 invånare.